# 루앙 비에이라
루앙 길례르미 지 제수스 비에이라(포르투갈어: Luan Guilherme de Jesus Vieira, 1993년 3월 27일 ~ )는 간단히 루앙 비에이라(Luan Vieira) 또는 루앙(Luan)이라는 이름으로 알려져 있는 브라질의 축구 선수로 포지션은 공격수이다. 현재 캄페오나투 브라질레이루 세리이 A의 코린치앙스에서 활약하고 있다.

## 선수 경력

### 그레미우
그는 2015 시즌 리그 베스트 11 공격수 부분에 선정되었다. 2016년에는 코파 두 브라지우 우승, 2017년에는 코파 리베르타도레스 우승을 이끌었다.

### 국가대표
2016년 리우데자네이루 하계 올림픽 남자 축구에 참가했으며 콜롬비아와의 8강전에서는 브라질의 2번째 골을 기록했다. 브라질은 이 대회에서 사상 처음으로 올림픽 남자 축구 금메달을 획득했다.